# یواس‌اس تانکاوا (ای‌تی‌ای-۱۷۶)
یواس‌اس تانکاوا (ای‌تی‌ای-۱۷۶) (به انگلیسی: USS Tonkawa (ATA-176)) یک کشتی بود که طول آن ۱۴۳ فوت (۴۴ متر) بود. این کشتی در سال ۱۹۴۴ ساخته شد.